# Coasův teorém

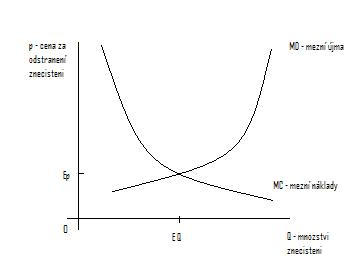
Coasův teorém

Coasův teorém říká, že každou externalitu lze odbourat bez ohledu na to, kdo bude nakonec odškodňován. Teorém se týká především odškodňování při znečišťování cizího majetku. Tuto domněnku publikoval poprvé britský ekonom Ronald Coase (1910–2013) v článku The Problem of Social Cost, Journal of Law and Economics v říjnu 1960. Nicméně samotný Ronald Coase zmiňoval, že Coasův teorém nebyl v žádném případě ústředním tématem jeho vědecké práce a že i v samotném článku The Problem of Social Cost, Journal of Law and Economics se samotnému Coasovu teorému věnuje jen na čtyřech stránkách.
Za tento článek z roku 1960 a především za článek The Nature of the Firm (který se také zabýval teorií transakčních nákladů) z roku 1937 získal Ronald Coase v roce 1991 Nobelovu cenu za ekonomii.
Coasův teorém říká, že za předpokladu splnění určitých podmínek, může vyjednávání vést k Pareto optimálnímu výstupu.
Ronald Coase na tuto myšlenku přišel, když hledal způsob, jak co možná nejefektivněji přidělit jednotlivým rádiovým stanicím vysílací frekvence. Navzájem si konkurující rádiové stanice se nemohly dohodnout, jakou rádiovou frekvenci si zvolit a pokud jich více vysílalo na stejné frekvenci, docházelo ke vzájemnému rušení. Coase si všiml, že i přes neexistující regulaci ze strany státu, který by zajišťoval spravedlivé přidělování rádiových frekvencí, je trh schopen si s tímto problémem poradit následujícím způsobem: Rádiové stanice, které stály o to, aby se jejich ekonomický profit umocňoval tím, že budou vysílat na výhradní frekvenci, byly ochotné zaplatit svým konkurentům za to, aby přešli na jinou rádiovou frekvenci a nerušily tak jejich vysílání.

## Předpoklady
Coasův teorém stojí na následujících předpokladech:
- Transakční náklady na vyjednávání jsou blízké nule.
- Oba subjekty jsou v soukromém vlastnictví.
- Oba subjekty spolu mohou a jsou ochotny obchodovat.

Sám Ronald Coase ve svém článku The Problem of Social Cost, Journal of Law and Economics zmiňoval, že především podmínka nízkých transakčních nákladů je většinou velmi těžko dosažitelná a aplikace Coaseho teorému tedy většinou není možná.

## Efektivní stav
Je takový stav, kdy se mezní újma ze znečištění rovná mezním nákladům na odstranění znečištění.
Příklad: A poslouchá hlasitě hudbu, svůj přínos z toho odhadne na 100 euro; jeho soused B nemá hlasitou hudbu rád, svoji škodu z nedobrovolného poslechu odhadne na 200 euro. Pokud tedy B daruje sousedovi 150 euro za to, aby hlasitou hudbu nepouštěl, oba vydělají. Pokud je poměr hodnoty pro jednoho a škody pro druhého jiný, dohoda se nemusí vyplatit a spor se musí vyřešit jinak. Pokud je naopak pouštění hlasité hudby zakázáno, ale A má z poslechu užitek vyčíslitelný na 200 euro, B naopak škodu pouze 100 euro, může naopak A nabídnou B náhradu 150 euro za to, aby mu dovolil hlasitou hudbu pouštět a oba pak vydělají.
Samozřejmě při dohodě o tom, kdo bude komu platit za možnost poslouchat hlasitou hudbu, je nezbytně důležité aby oba sousedi měli rozdílné ocenění poslechu a neposlechu hudby. Soused který by rád polouchal hlasitou hudbu, bude méně spokojený, pokud v jeho sousedství nebude žít nikdo, komu by hlasitá hudba vadila, než za situace, kdy za ztlumení hudby dostane zaplaceno. Na druhou stranu, soused, který nemá hlasitou hudbu rád, bude šťastnější ve čtvrti, kde je poslech hlasité hudby zakázaný, než když musí svému sousedovi platit za to, aby se poslechu hlasité hudby zdržel.

## Kritika
Sám Ronald Coase ve svých pracích upozorňoval, že předpoklad nulových transakčních nákladů je často velmi těžko dosažitelný. To ovšem není kritika Coasova teorému jako takového, protože ten se dá aplikovat jen na situaci, kdy jsou transakční náklady minimální.
Stoupenci Nové institucionální ekonomie v čele s Stevenem N. S. Cheungem chápou právo vlastnit majetek jako instituci, která vznikla za účelem snížit transakční náklady. Samotná existence práva vlastnit majetek předpokládá nenulové transakční náklady. Pokud by transakční náklady skutečně byly nulové, tak by již podmínka Coasova teorému, tedy že oba subjekty jsou v soukromém vlastnictví, nebyla nutná. Z tohoto důvodu Steven N. S. Cheung tvrdí, že nulové transakční náklady a soukromé vlastnictví nemohou zároveň existovat.
Stoupenec chicagské ekonomické školy David D. Friedman na druhé straně Coasův teorém obhajuje, neboť mnoho externalit není vláda schopna svými zásahy do ekonomiky napravit a proto škála použití Coaseho teorému může být daleko širší, než se na první pohled zdá.